# امپراتوری هویسالا
امپراتوری هویسالا (انگلیسی: Hoysala Empire)، امپراتوری برگرفته از مردمان کانارا مستقر در شبه قاره هند که محل امروزی کارناتاکا امروزی است که در بین قرن ۱۰ تا ۱۴ میلادی بر این منطقه حکم می‌راندند. پایتخت این امپراتوری ابتدا شهر بلور و سپس به شهر هالبیدو منتقل شد.
حکام هویسالا اصالتاً از مالندو بودند که در قرن ۱۲ میلادی تحرکات نظامی به سمت غرب و امپراتوری چالوکیا غربی ادامه دادند و توانستند منطقه امروزی کارناتاکا و مناطق شمالی رود کاوری متصرف و اشغال کنند. با آغاز قرن ۱۳ میلادی آنها حکام اکثر منطقه کارناتاکا، بخشی از تامیل نادو و بخش‌های غربی آندرا پرادش و تلانگانا در فلات دکن بودند.
این امپراتوری تأثیر بسزایی بر پیشرفت و ترقی هنر، معماری در جنوب شبه قاره هند داشت که امروز از این پیشرفت معماری با عنوان معماری سبک هویسالا یاد می‌شد که صدها سال در بناهای مذهبی جنوب هند به کار می‌رفت.